# The Best of Brandy
Pour les articles homonymes, voir Best of.
Albums de Brandy
Afrodisiac
(2004) Human
(2008)
The Best of Brandy est une compilation de Brandy, sortie en 2005.
L'album s'est classé 11e au Top R&B/Hip-Hop Albums et 27e au Billboard 200.

## Liste des titres
| 1.  | Baby                                                                | Brandy                                       | 4:19 |
| 2.  | Best Friend                                                         | Brandy                                       | 4:48 |
| 3.  | I Wanna Be Down                                                     | Brandy                                       | 4:09 |
| 4.  | Brokenhearted (en duo avec Wanya Morris)                            | Brandy                                       | 4:45 |
| 5.  | Angel in Disguise                                                   | Never Say Never                              | 4:48 |
| 6.  | The Boy Is Mine (en duo avec Monica)                                | Never Say Never                              | 4:00 |
| 7.  | Almost Doesn't Count                                                | Never Say Never                              | 3:39 |
| 8.  | Top of the World (featuring Ma$e)                                   | Never Say Never                              | 4:41 |
| 9.  | U Don't Know Me (Like U Used To) (featuring Shaunta et Da Brat)     | Never Say Never                              | 4:00 |
| 10. | Have You Ever?                                                      | Never Say Never                              | 3:34 |
| 11. | Full Moon                                                           | Full Moon                                    | 3:53 |
| 12. | What About Us?                                                      | Full Moon                                    | 4:14 |
| 13. | Who Is She 2 U                                                      | Afrodisiac                                   | 4:43 |
| 14. | Talk About Our Love (featuring Kanye West)                          | Afrodisiac                                   | 3:34 |
| 15. | Sittin' Up in My Room                                               | Waiting to Exhale: Original Soundtrack Album | 5:00 |
| 16. | Rock with You (featuring Quincy Jones et Heavy D)                   | Q's Jook Joint                               | 4:09 |
| 17. | Another Day in Paradise (en duo avec Ray J)                         | Urban Renewal                                | 4:32 |
| 18. | I Wanna Be Down (Remix) (featuring Queen Latifah, Yo-Yo et MC Lyte) | Inédit                                       | 4:16 |

| 1.  | The Boy Is Mine (en duo avec Monica)                                | 4:00 |
| 2.  | Top of the World (featuring Ma$e)                                   | 4:41 |
| 3.  | Another Day in Paradise (en duo avec Ray J)                         | 4:32 |
| 4.  | Who Is She 2 U                                                      | 4:43 |
| 5.  | Afrodisiac                                                          | 3:48 |
| 6.  | Never Say Never                                                     | 5:09 |
| 7.  | I Wanna Be Down (Remix) (featuring Queen Latifah, Yo-Yo et MC Lyte) | 4:16 |
| 8.  | Sittin' Up in My Room                                               | 4:51 |
| 9.  | U Don't Know Me (Like U Used To) (featuring Shaunta et Da Brat)     | 4:00 |
| 10. | Almost Doesn't Count                                                | 3:39 |
| 11. | Baby                                                                | 4:19 |
| 12. | Full Moon                                                           | 3:53 |
| 13. | What About Us?                                                      | 4:14 |
| 14. | Talk About Our Love                                                 | 3:34 |
| 15. | Brokenhearted (en duo avec Wanya Morris)                            | 4:45 |
| 16. | Have You Ever?                                                      | 3:34 |
| 17. | Missing You (featuring Tamia, Gladys Knight et Chaka Khan)          | 4:13 |
| 18. | Rock with You (featuring Quincy Jones et Heavy D)                   | 4:09 |